# At This Hour With Kate Bolduan
At This Hour With Kate Bolduan ist eine einstündige, werktägliche Nachrichtensendung auf dem amerikanischen Fernsehsender CNN auf Englisch. Moderiert wird die Sendung von Kate Bolduan. In der Sendung werden aktuelle Nachrichten des Tages präsentiert. Zudem werden Livegespräche per Telekommunikation in Einzel- als auch Konferenzschaltungen sowie direkt im Studio geführt.
Die Inhalte der Sendung sind international mit Schwerpunkt auf US national. Die Themen sind zumeist politischer Natur. Es wird aber auch von unpolitischen Geschehnissen berichtet, sogenannte „Breaking News“ (z. B. Unglücke oder bestimmte Vorkommnisse von besonderem Interesse) werden je nach Aktualität behandelt.

## Diskussion um Stephen Miller Kommentar und Höflichkeit im Umgang
Während der Sendung vom 25. Juni 2018 interviewte Bolduan den Anwalt für Migrationsangelegenheiten David Leopold. Dieser beschuldigte den Berater Donald Trumps Stephen Miller ein white nationalist zu sein.
Bolduan antwortete darauf:

„I don’t know if you want to go as far as — I mean, let's not — I just did an entire segment about civility here, — I don't know if you want to call Stephen Miller a white nationalist?“

„Ich weiß nicht ob sie so weit gehen wollen — Ich meine, lassen sie uns nicht so weit gehen — Ich habe gerade ein ganzes Segment über Höflichkeit gemacht, — Ich weiß nicht ob sie Stephen Miller einen white nationalist nennen wollen?“

Sie wurde daraufhin beschuldigt, Stephen Miller in Schutz genommen zu haben.